# Aage Jensen (roer)
 Der er flere personer med dette navn, se Aage V. Jensen.
Aage Ulrik Jensen (13. december 1915 - 25. januar 1995) var en dansk roer fra København. Han var medlem af Københavns Roklub i Sydhavnen.
Jensen repræsenterede Danmark ved OL 1936 i Berlin. Her var han styrmand i den danske firer med styrmand, der blev roet af Hans Mikkelsen, Gunnar Ibsen Sørensen, Flemming Brandt Jensen og Svend Aage Holm Sørensen. Danskerne sluttede på fjerdepladsen i sit indledende heat, hvorefter de vandt et opsamlingsheat. I finalen sluttede danskerne på 6.- og sidstepladsen. Ved de samme lege var han også med i den danske toer med styrmand, sammen med Remond Larsen og Carl Berner. Danskerne sluttede på fjerdepladsen i denne disciplin.
Jensen vandt desuden en EM-bronzemedalje i otter ved EM 1937 i Amsterdam.